# تاو کریستنسن
تاو کریستنسن (به انگلیسی: Tove Christensen) (زادهٔ ۲۰ فوریهٔ ۱۹۷۳ در ونکوور) یک بازیگر و تهیه‌کننده کانادایی است.